# 胡基夫河
胡基夫河（羅馬化：Hukiv）是烏克蘭西南部的河流，屬於普魯特河的左支流。該河發源自托波里夫齊，流經切爾尼夫齊州的切爾尼夫齊區，河道全長29公里，流域面積112平方公里。